# Architettura eoliana

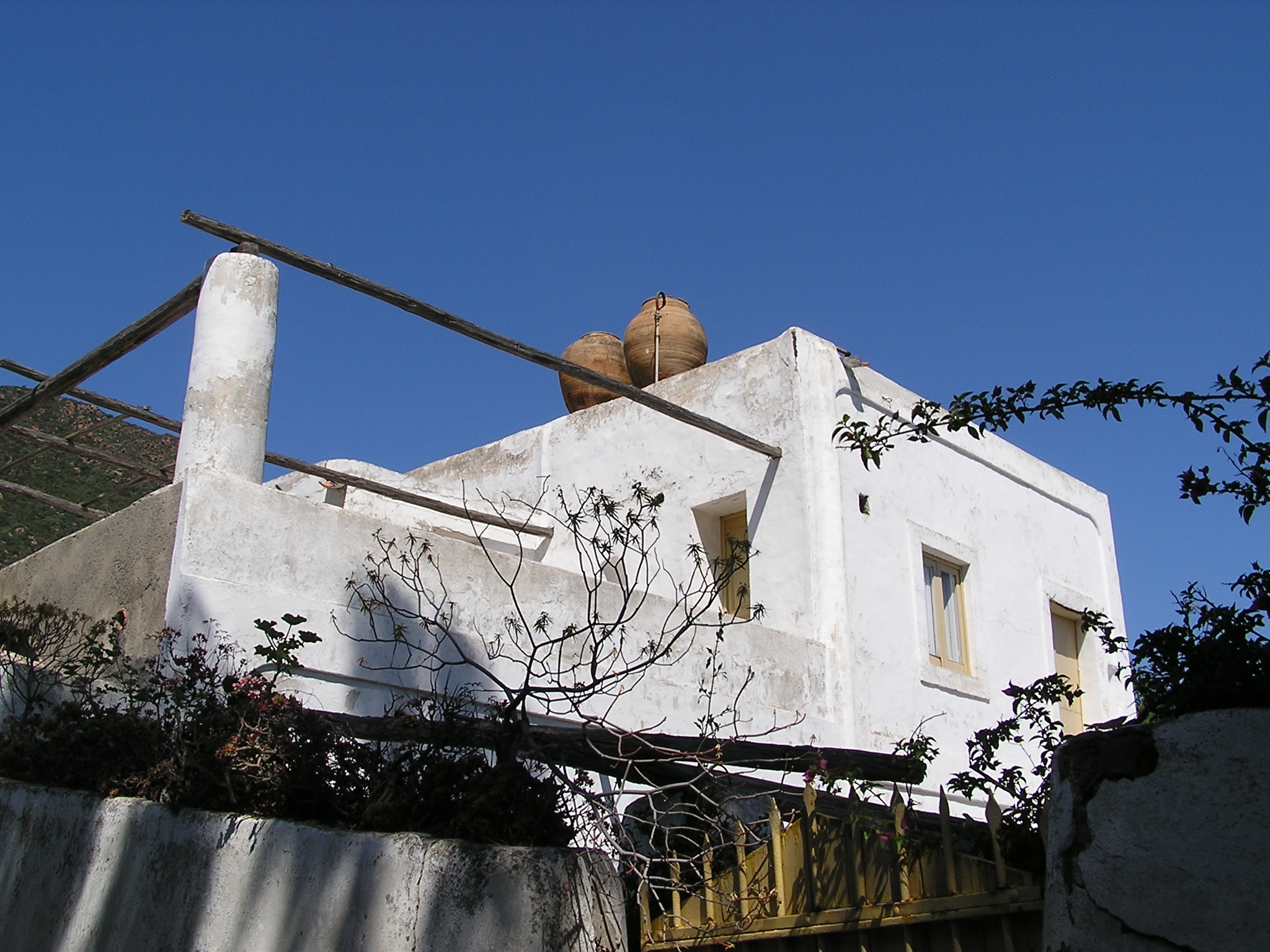
Casa eoliana. Da notare la forma cubica, il colore bianco, la terrazza (bagghiu) delimitata dai bisola e dalle colonne (pulera). La loggia appare qui priva della copertura che permette di fare ombra. Sul tetto, due anfore per la raccolta dell'acqua piovana.

L'architettura eoliana caratterizza le costruzioni tradizionali tipiche dell'identità territoriale delle isole Eolie, arcipelago italiano della Sicilia. Le abitazioni che si rifanno a tale tipo di architettura, mantenendone intatte almeno le caratteristiche principali, sono ancora oggi molto diffuse nell'arcipelago, nonostante lo sviluppo urbanistico e turistico degli ultimi decenni.

## Casa eoliana

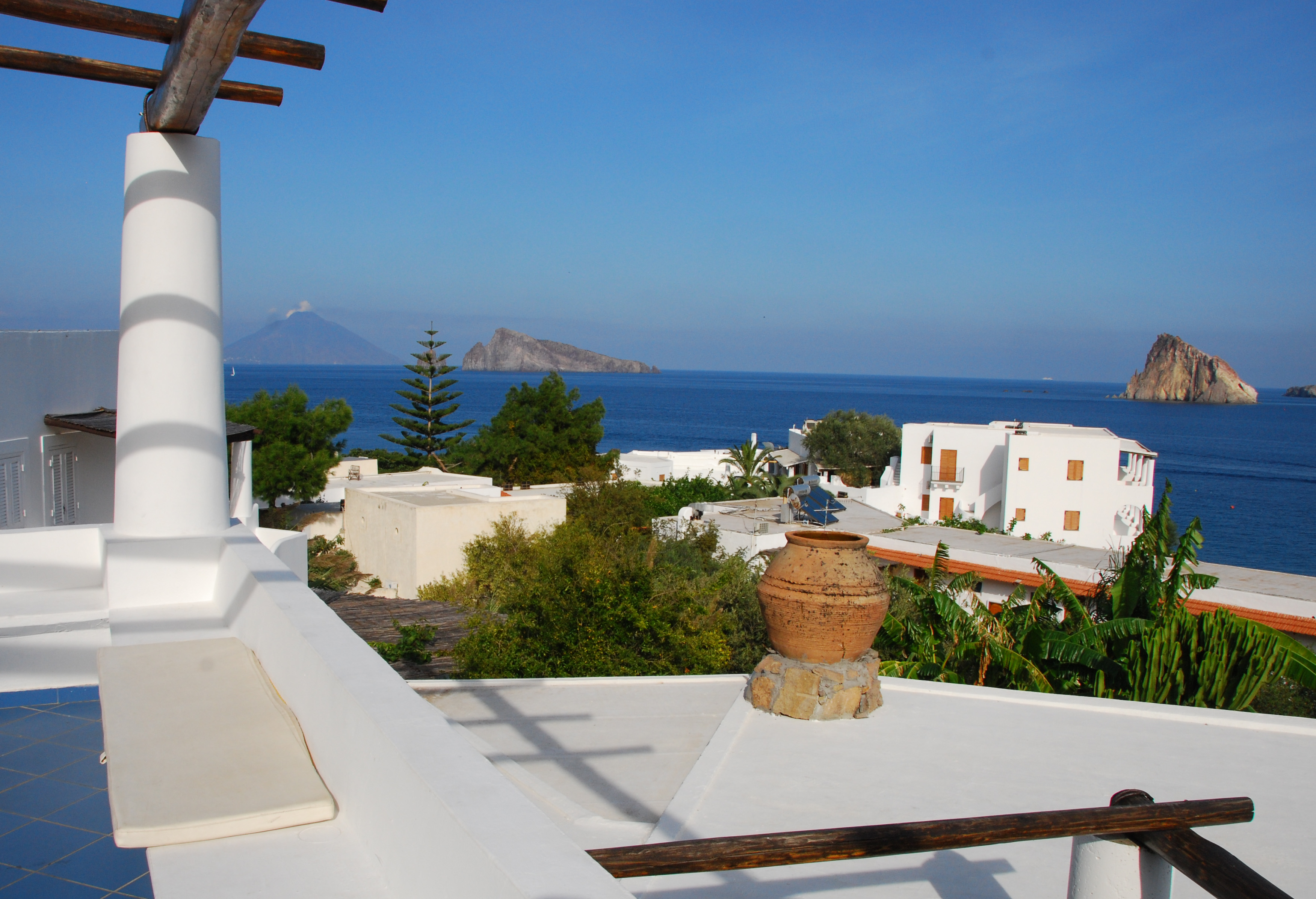
Panorama da una casa di Panarea. Si nota il bagghiu, con i bisola (qui non maiolicati) per sedersi o sdraiarsi, una delle pulera che reggono la loggia (qui priva di copertura) e un'anfora. Verso il mare si nota un'altra casa edificata secondo lo stile eoliano, ma a due piani.

L'architettura eoliana venne fortemente influenzata da quella campana del XVI secolo, che in seguito ad una migrazione si innestò su una precedente architettura di tipo greco-romano e islamico. Nei secoli scorsi essa aveva di solito un solo vano a forma cubica o di parallelepipedo, con una sola porta d'entrata e due finestrelle tonde dotate di sbarre ai lati dell'ingresso. Era insomma una costruzione che rispondeva soprattutto ad esigenze di difesa dai pericoli esterni, in particolare eventuali invasioni o scorribande di nemici provenienti dal mare. All'interno della casa, nell'unico vano stava da una parte l'angolo cottura (detto cufularu) e dall'altra i letti. In seguito, quando le esigenze di difesa si fecero meno pressanti, si cominciarono a costruire anche abitazioni a più vani in fila, dotate di finestre più grandi e senza sbarre.
Oggi, la casa eoliana ha la forma di un cubo modulare cui possono essere aggiunti orizzontalmente o verticalmente altri cubi. Ciò che ne risulta è una costruzione a forma di parallelepipedo a uno o due piani, forata da numerose porte e finestre per permettere il passaggio dell'aria. I materiali edilizi sono generalmente pietre o calce, senza l'uso di cemento. Vengono di solito utilizzati, soprattutto nelle case più antiche, anche materiali di origine locale: blocchi di pietra lavica per le fondamenta, pomice per le mura esterne, tufo per il pavimento delle terrazze. La casa eoliana moderna si configura quindi come un'abitazione decisamente aperta verso l'esterno e il vicinato, anche grazie alle condizioni climatiche che rendono possibile la vita all'aperto in tutte le stagioni dell'anno.

## Elementi architettonici

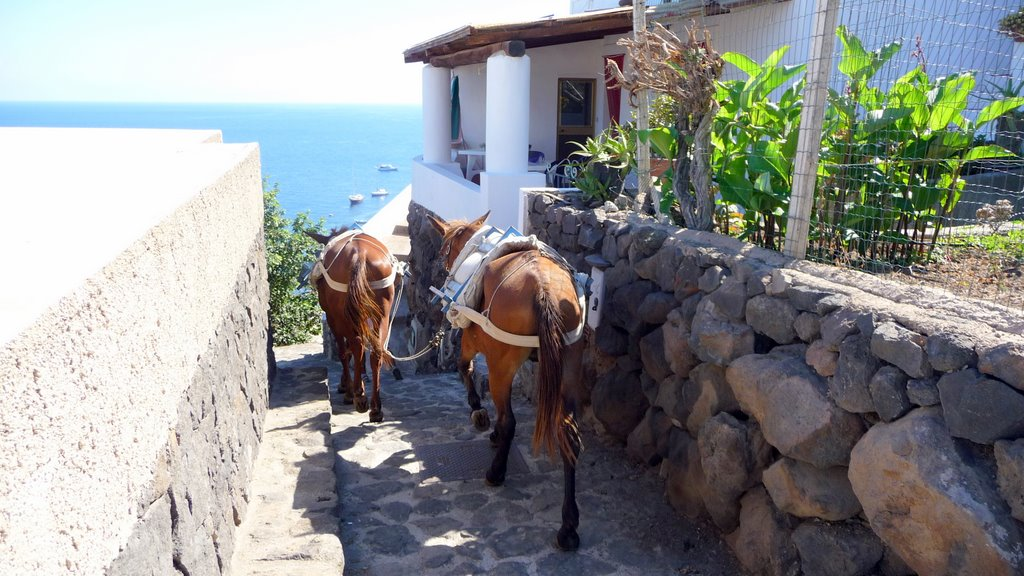
Muli su una strada di Alicudi. Sullo sfondo una casa eoliana con visibili gli elementi principali: bagghiu, bisola, pulera e loggia. A sinistra si nota invece il tetto (astricu) di un'altra casa, liscio ed idoneo a raccogliere l'acqua piovana.

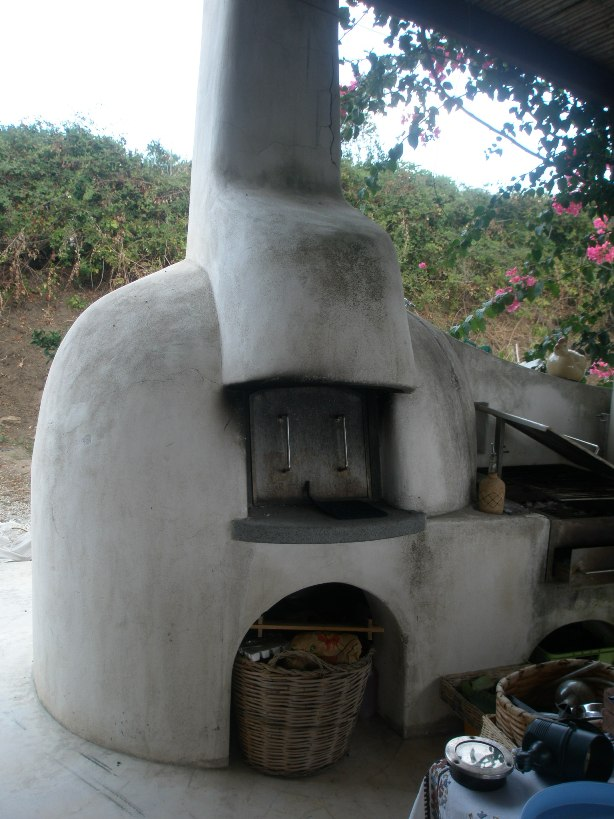
Forno eoliano

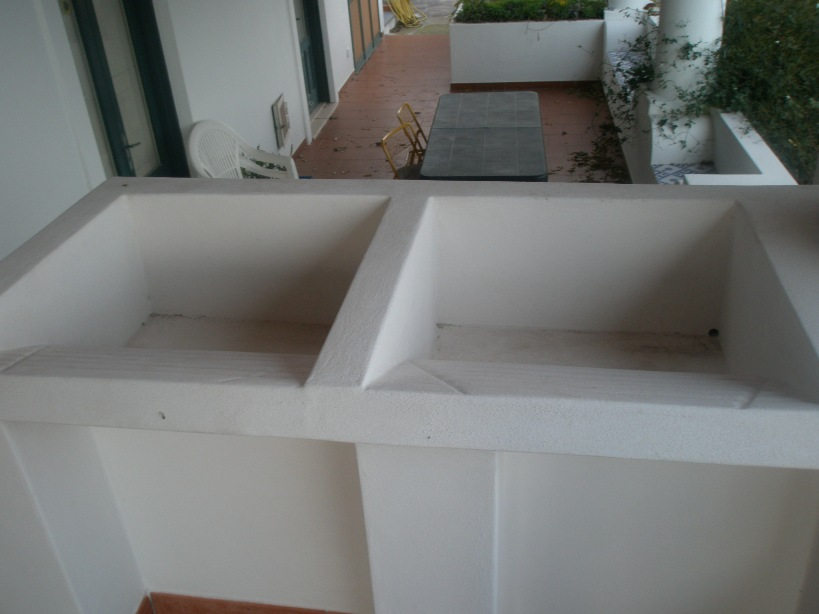
Pila doppia

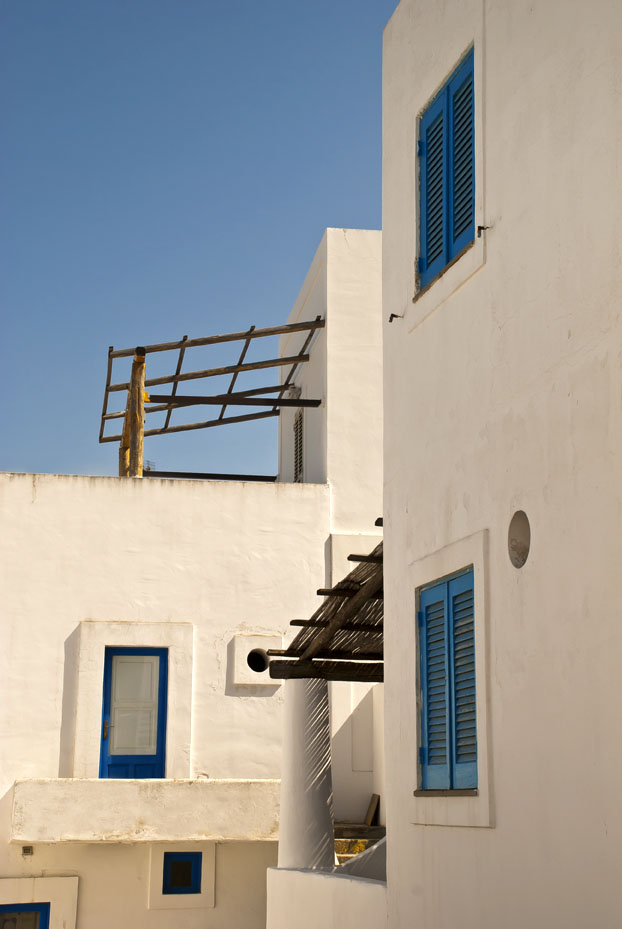
Case di Panarea

### Bagghiu
Il bagghiu (baglio) è una terrazza che si apre di fronte alla casa, larga quanto l'abitazione e con una lunghezza all'incirca pari all'altezza della casa stessa. Tale spazio può essere utilizzato per i momenti di rilassamento all'aria aperta e per lavori tipici quali l'essiccazione dei fichi e dell'uva passa.

### Bisolaepusaturi
I bisola sono muretti di pietra che delimitano la terrazza; fungono da sedili e sono spesso maiolicati. Alle estremità, si raccordano con le pulèra tramite una sezione a quarto di luna detta pusaturi di forma idonea a poggiare la testa se ci si sdraia sui bisola.

### Pulèra
Le pulèra sono colonne di forma cilindrica, a sezione costante, poste ai margini della terrazza. Sostengono la loggia.

### Loggia
La loggia è un'orditura di travi in legno che poggia sulle pulera ed è ricoperta da canne e viti rampicanti (o di assi in molte delle case moderne). Funge da copertura per il terrazzo e, nel periodo di maturazione, offre grappoli d'uva a chi desideri coglierne. È posizionata più in basso rispetto al tetto dell'abitazione.

### Astricu
L'astricu è il tetto, perfettamente orizzontale, sostenuto da travi lignee e composto dal cosiddetto battuto solare. Tale materiale è fatto di calce e lapilli vulcanici, sbattuti a lungo con pestelli di legno. Il battuto solare isola la casa tanto dal freddo invernale quanto dalla calura estiva. Il tetto è di solito utilizzato per la raccolta dell'acqua piovana, tramite grosse anfore o raccogliendo direttamente l'acqua che cade sul tetto.

### Pilaeprincu
Situata all'esterno dell'abitazione, la pila è una vasca per lavare i panni, con il princu, un lavatoio in pietra lavica da appoggiare sulla pila stessa.

### Furnu
Il forno, utilizzato per la cottura del pane e dei dolci, è a forma di cupola, posizionato al lato della terrazza sopra un basamento usato per custodire la legna da ardere.

### Vagnu
Il bagno in passato era posizionato solitamente all'esterno della casa (sul lato nord della casa stessa, per evitare i venti gelidi), ma in costruzioni a due piani poteva essere al piano di sotto rispetto alle stanze dell'abitazione. Nelle case moderne invece il bagno è situato all'interno dell'appartamento.